# Tashkent Tower
La Tashkent Television Tower è una torre sita a Tashkent in Uzbekistan, è la più alta torre dell'Asia centrale. 

## Storia
La torre venne costruita in 6 anni. A 97 m di altezza vi è un punto panoramico.